# Muri (zarządzanie)
Muri (jap. 無理) – japońskie słowo (dosłownie „nieracjonalny, niemożliwy, zbyt trudny”) używane w Systemie Produkcyjnym Toyoty (ang. Toyota Production System) oraz w lean management (szczupłym zarządzaniu) jako jedna z trzech typ strat obok muda i mura.

## Opis
Muri w zarządzaniu procesem produkcyjnym oznacza przeciążenie maszyn i ludzi, polega na nadmiernym obciążeniu pracą i wysiłkiem, który wykracza poza ich naturalne możliwości. 
Na straty wynikające ze stosowania muri w przedsiębiorstwie składają się awarie, defekty, nieplanowane postoje oraz zagrożenia związane z bezpieczeństwem pracowników i jakością ich pracy. Wyeliminowanie muri wiąże się z pojęciem heijunka, czyli równomiernym rozłożeniem pracy oraz wyrównaniem produkcji i harmonogramów. Założeniem metodologii równoważenia produkcji według Toyoty jest maksymalizowanie wykorzystania istniejących zasobów, oparte na tym, że nie powinno wytwarzać się produktów zgodnie z rzeczywistymi zamówieniami klienta, które nie są regularne, a ich napływ może się radykalnie wahać w górę i w dół. Należy wziąć pod uwagę cały wolumen zamówień za konkretny okres, w celu zapewnienia codziennej produkcji tych samych ilości produktów i asortymentów, a tym samym uzyskania jednakowego rytmu produkcyjnego. Wdrożenie heijunka w przedsiębiorstwie umożliwia zrównoważone wykorzystanie maszyn i robocizny pracowników, czyli standaryzację pracy.